# 王懋德 (隆慶戊辰進士)
王懋德（1535年—1585年），一作王樊德、王楙德，字敏中，號聞源，廣東瓊州府文昌县迈陈人，明朝政治人物。

## 生平
嘉靖四十三年（1564年）甲子科廣東鄉試第五十六名舉人。隆慶二年（1568年）中式戊辰科會試第三百四十七名，二甲第六十六名進士。歷任刑部主事，工部郎中、金华府知府，萬曆八年（1580年）十月升江西按察司副使，备兵九江，十一年八月官至福建右參政。乞休归，行至将乐县病亡，年五十一岁。著有万历版《金华府志》三十卷。

## 家族
曾祖王祿，監生；祖父王賓；父王良弼，母唐氏。具庆下。弟懋功、懋昭、懋修。

## 延伸阅读
- 《国朝献征录·卷之九十》《福建右參政王君懋德卻金傳》（王世懋）